# Arménie na Eurovision Song Contest
Arménie se zúčastnila 17 ročníků soutěže Eurovision Song Contest, poprvé v roce 2006. Jako první se v soutěži představil zpěvák André, který se zároveň stal prvním účastníkem z Kavkazu v soutěži.
Arménie se 8krát dostala mezi 10 nejlepších, největším úspěchem byla dvě čtvrtá místa. Poprvé se takto umístila Sirusho s písní „Qélé, Qélé“ v roce 2008, stejného úspěchu dosáhl Aram Mp3 s písní „Not Alone“ v roce 2014. Země poprvé v roce 2011 nepostoupila do finále, o rok později se dokonce soutěže vůbec nezúčastnila, a to kvůli bezpečnostním rizikům v Ázerbájdžánu jakožto v pořadatelské zemi. Podruhé Arménie ze soutěže odstoupila v roce 2021, a to z důvodu sociální a politické krize po ukončení druhé války o Náhorní Karabach.

## Výsledky
| Rok                    | Interpret        | Píseň                     | Jazyk                  | Finále        | Finále        | Semifinále                | Semifinále                |
| Rok                    | Interpret        | Píseň                     | Jazyk                  | Pořadí        | Body          | Pořadí                    | Body                      |
| ---------------------- | ---------------- | ------------------------- | ---------------------- | ------------- | ------------- | ------------------------- | ------------------------- |
| 2006                   | André            | „Without Your Love“       | angličtina             | 8.            | 129           | 6.                        | 150                       |
| 2007                   | Hayko            | „Anytime You Need“        | angličtina, arménština | 8.            | 138           | TOP 10 z předchozího roku | TOP 10 z předchozího roku |
| 2008                   | Sirusho          | „Qélé, Qélé“ (Քելե, Քելե) | angličtina, arménština | 4.            | 199           | 2.                        | 139                       |
| 2009                   | Inga & Anush     | „Jan Jan“ (Ջան Ջան)       | angličtina, arménština | 10.           | 92            | 5.                        | 99                        |
| 2010                   | Eva Rivas        | „Apricot Stone“           | angličtina             | 7.            | 141           | 6.                        | 83                        |
| 2011                   | Emmy             | „Boom Boom“               | angličtina             | nepostup      | nepostup      | 12.                       | 52                        |
| bez účasti v roce 2012 |                  |                           |                        |               |               |                           |                           |
| 2013                   | Dorians          | „Lonely Planet“           | angličtina             | 18.           | 41            | 7.                        | 69                        |
| 2014                   | Aram Mp3         | „Not Alone“               | angličtina             | 4.            | 174           | 4.                        | 121                       |
| 2015                   | Genealogy        | „Face the Shadow“         | angličtina             | 16.           | 34            | 7.                        | 77                        |
| 2016                   | Iveta Mukuchyan  | „LoveWave“                | angličtina             | 7.            | 249           | 2.                        | 243                       |
| 2017                   | Artsvik          | „Fly with Me“             | angličtina             | 18.           | 79            | 7.                        | 152                       |
| 2018                   | Sevak Khanagyan  | „Qami“ (Քամի)             | arménština             | nepostup      | nepostup      | 15.                       | 79                        |
| 2019                   | Srbuk            | „Walking Out“             | angličtina             | nepostup      | nepostup      | 16.                       | 49                        |
| 2020                   | Athena Manoukian | „Chains on You“           | angličtina             | ročník zrušen | ročník zrušen | ročník zrušen             | ročník zrušen             |
| bez účasti v roce 2021 |                  |                           |                        |               |               |                           |                           |
| 2022                   | Rosa Linn        | „Snap“                    | angličtina             | 20.           | 61            | 5.                        | 187                       |
| 2023                   | Brunette         | „Future Lover“            | angličtina, arménština | 14.           | 122           | 6.                        | 99                        |
| 2024                   | Ladaniva         | „Jako“ (Ժակո)             | arménština             | 8.            | 183           | 3.                        | 137                       |
| 2025                   | Parg             | „Survivor“                | angličtina, arménština | 20.           | 72            | 10.                       | 51                        |

| Legenda | Legenda                              |
| ------- | ------------------------------------ |
| 2       | 2. místo                             |
| 3       | 3. místo                             |
| X       | interpret vybrán, ale nezúčastnil se |

## Ocenění

### Cena Marcela Bezençona
| Rok  | Pořadatel | Kategorie     | Píseň        | Interpret | Skladatel(é)               | Umístění ve finále | Body ve finále |
| ---- | --------- | ------------- | ------------ | --------- | -------------------------- | ------------------ | -------------- |
| 2008 | Bělehrad  | Cena fanoušků | „Qélé, Qélé“ | Sirusho   | HA Der-Hovagimian, Sirusho | 4.                 | 199            |

## Galerie

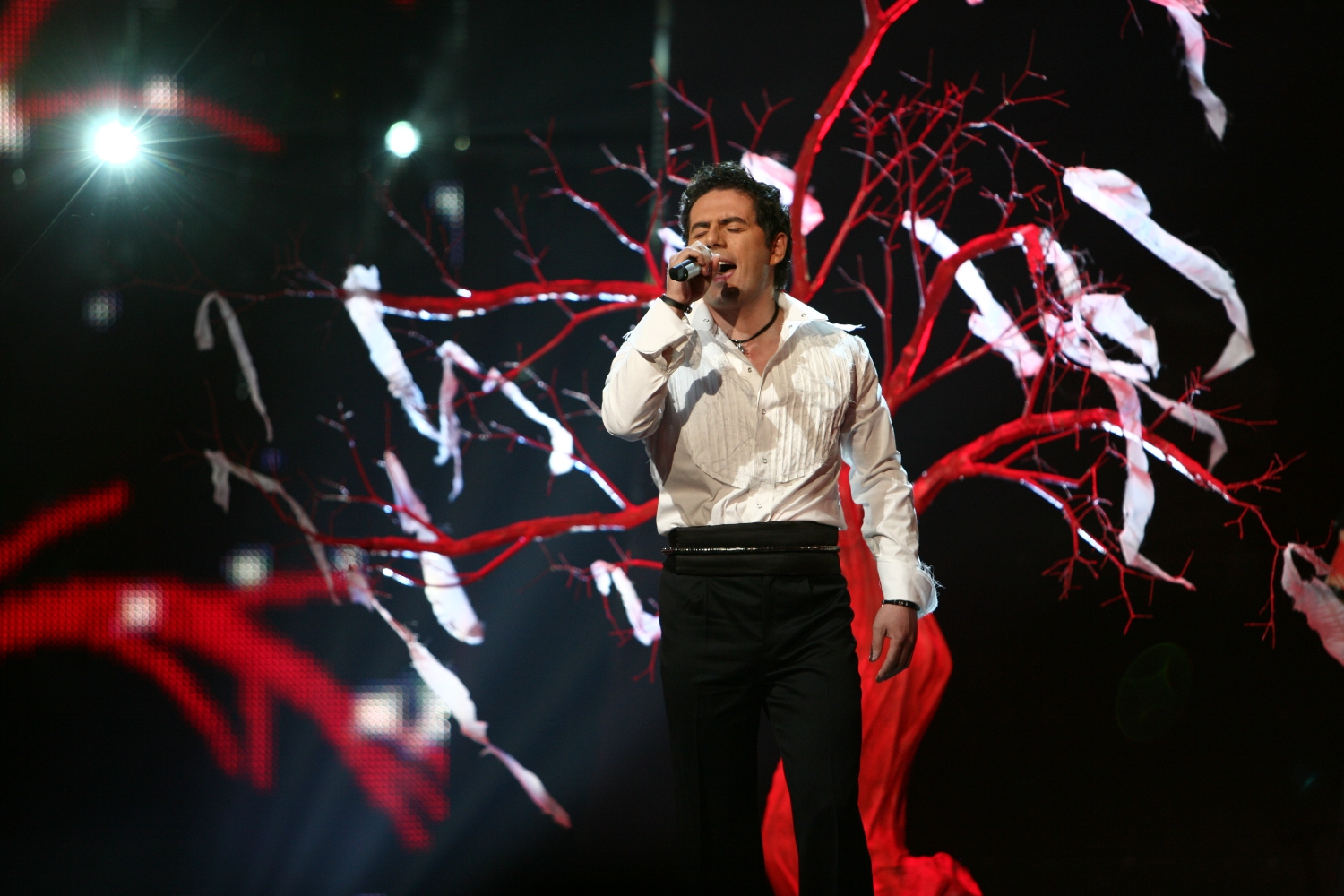
Hayko v Helsinkách (2007)
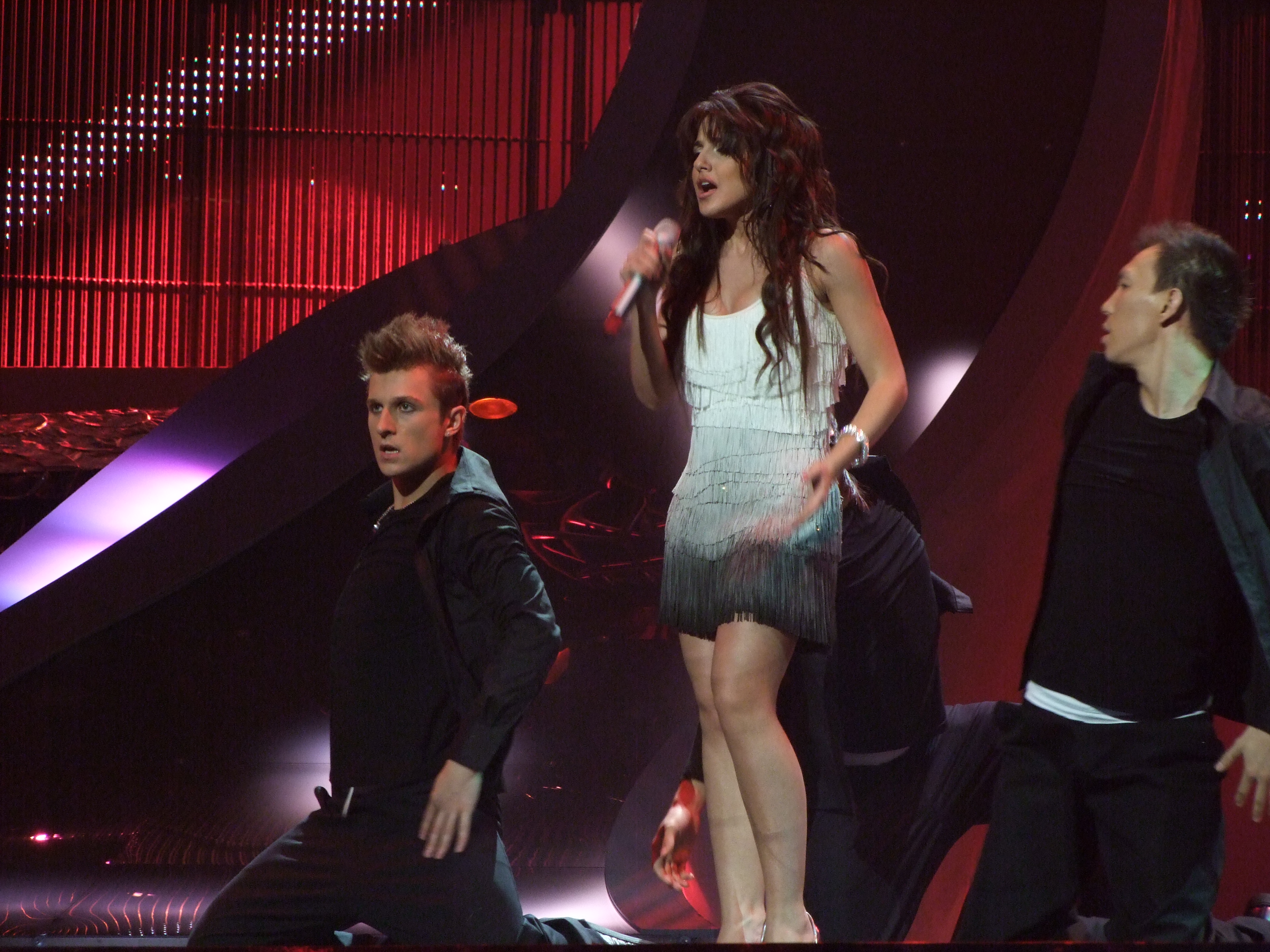
Sirusho v Bělehradu (2008)
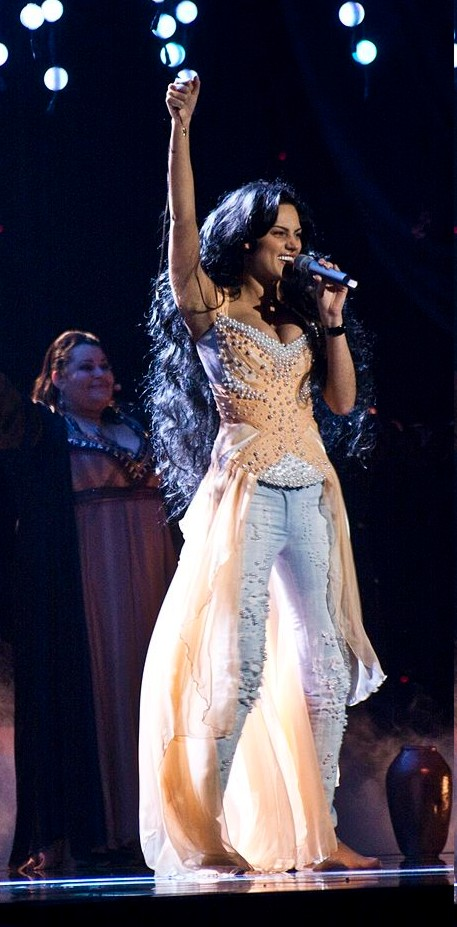
Eva Rivas v Oslu (2010)
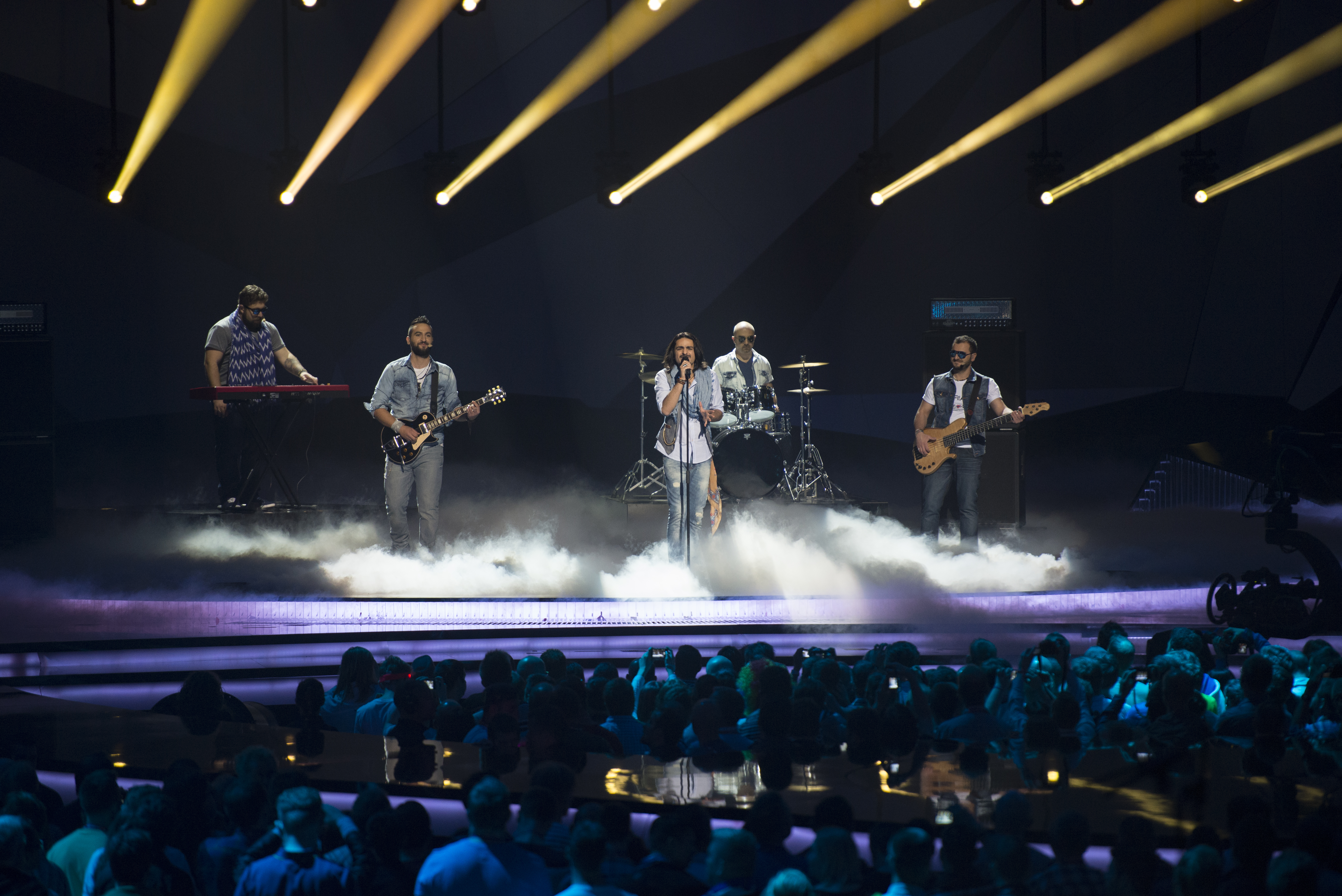
Dorians v Malmö (2013)
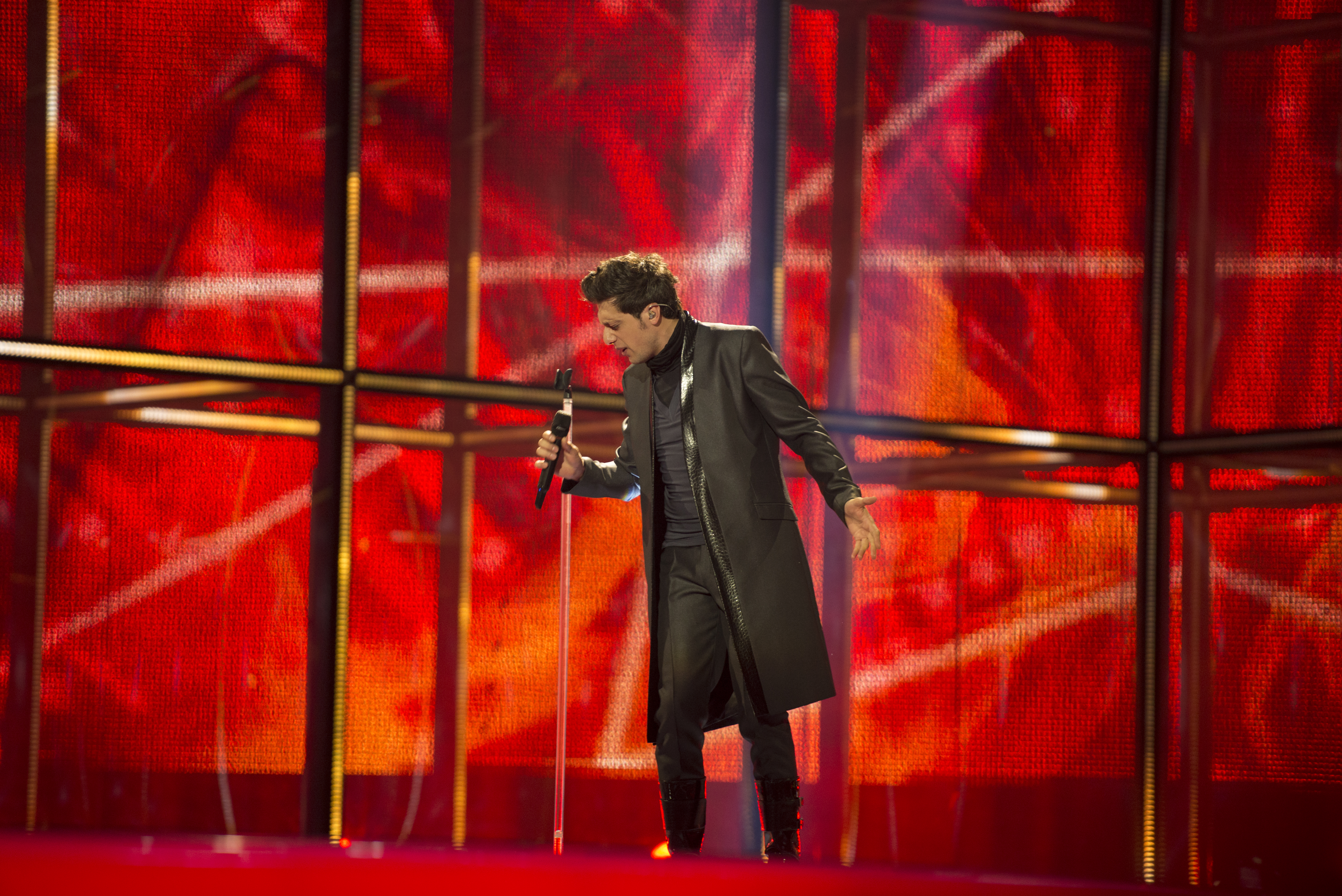
Aram Mp3 v Kodani (2014)
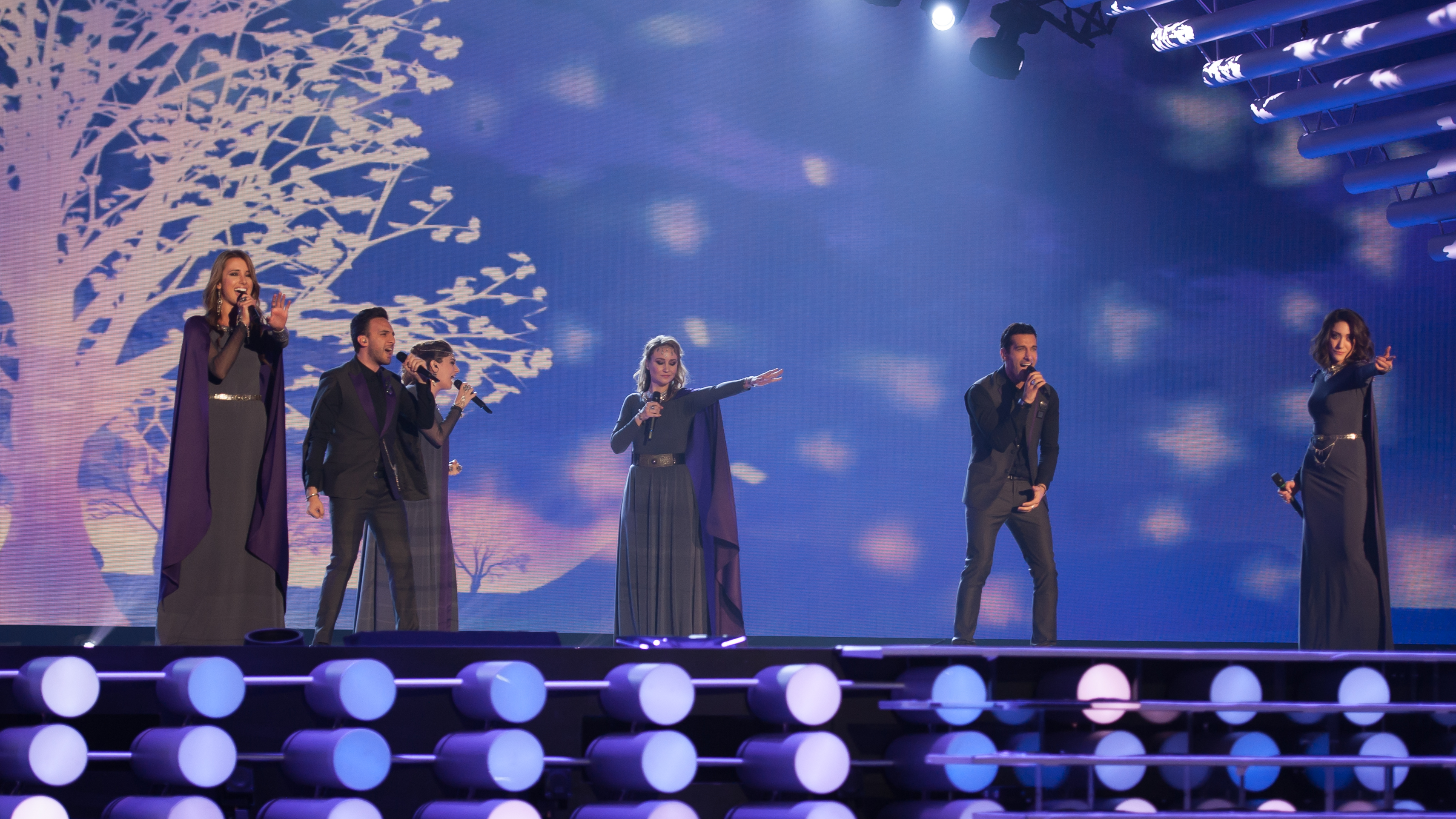
Genealogy ve Vídni (2015)
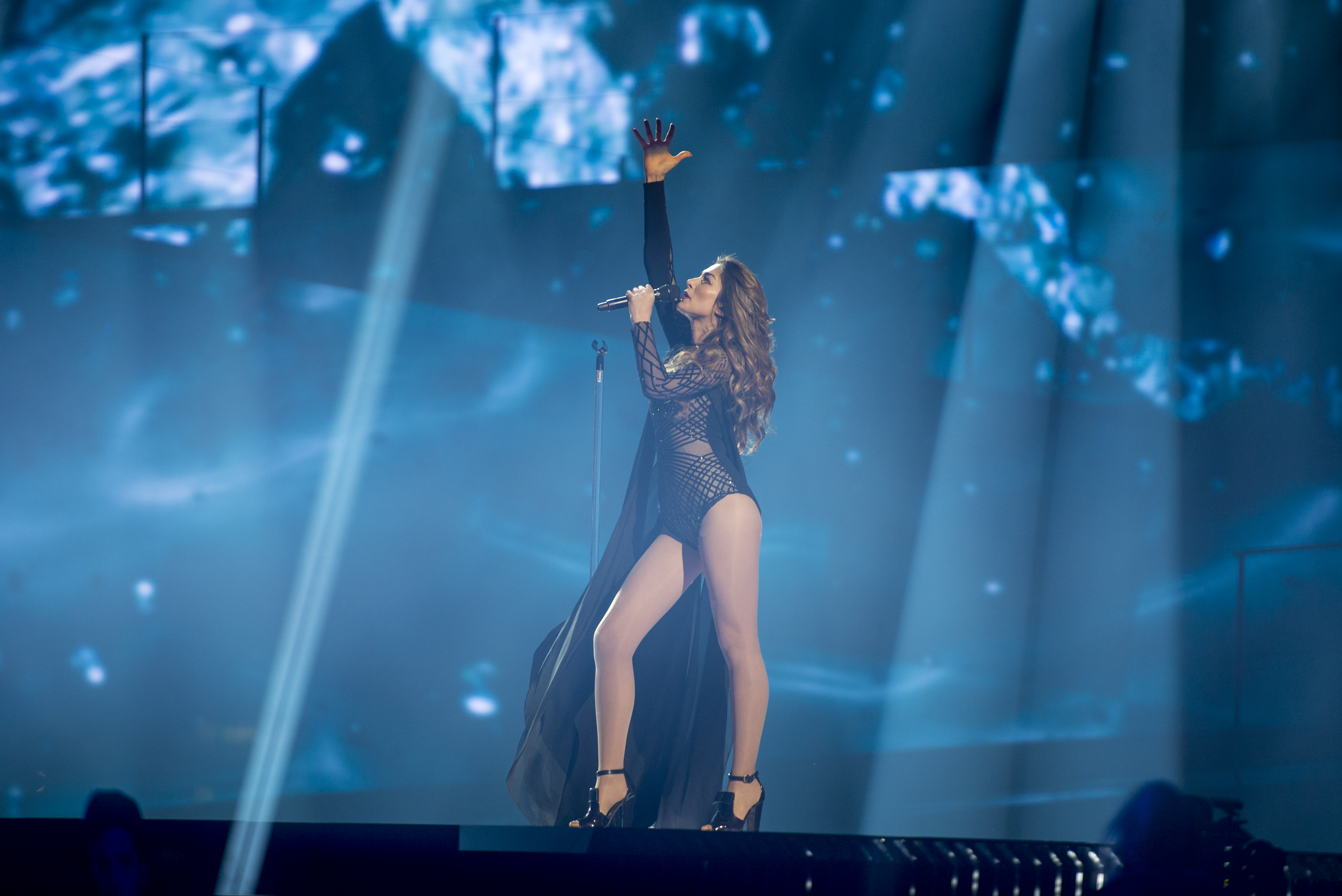
Iveta Mukuchyan ve Stockholmu (2016)
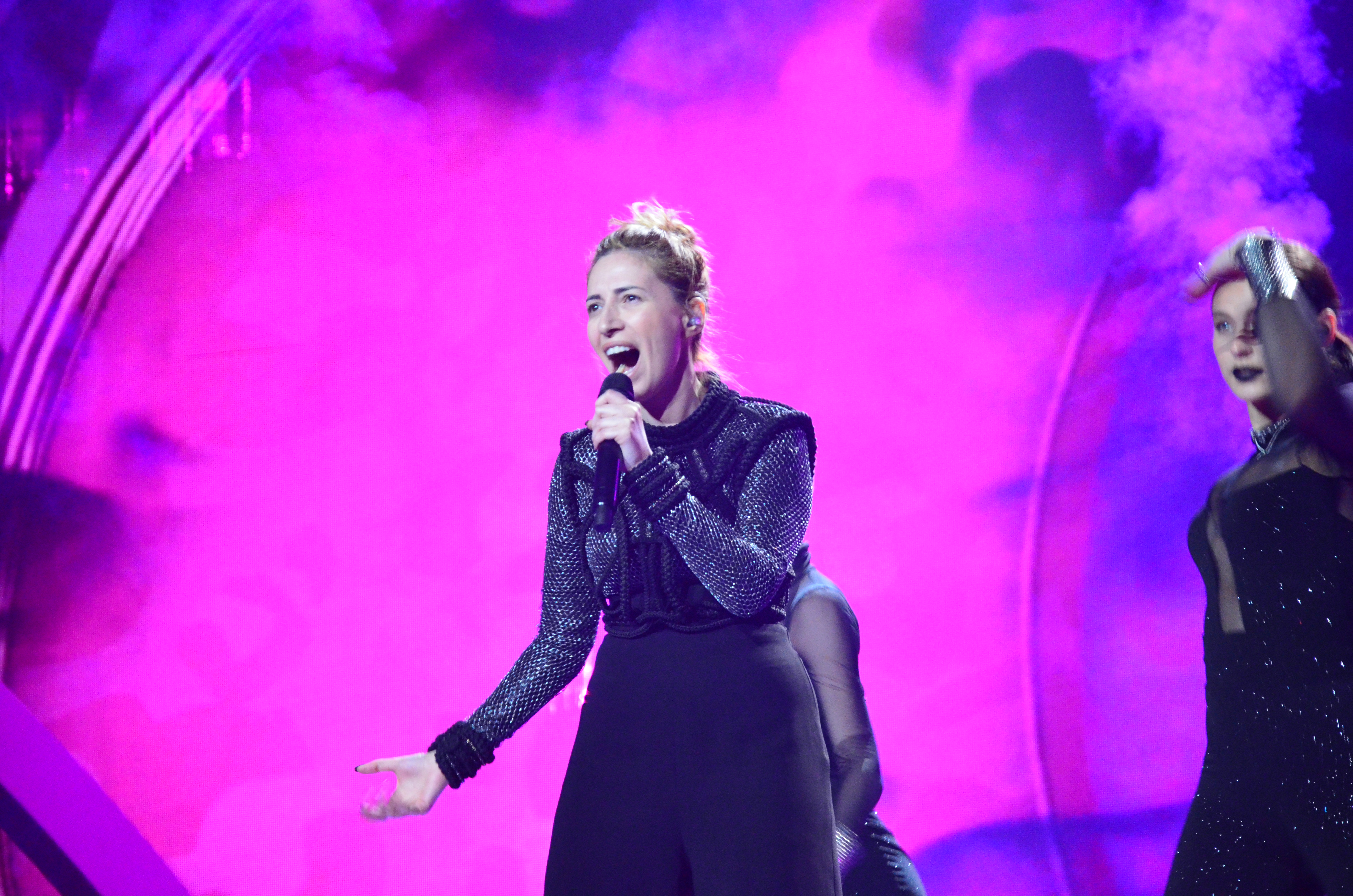
Artsvik v Kyjevě (2017)
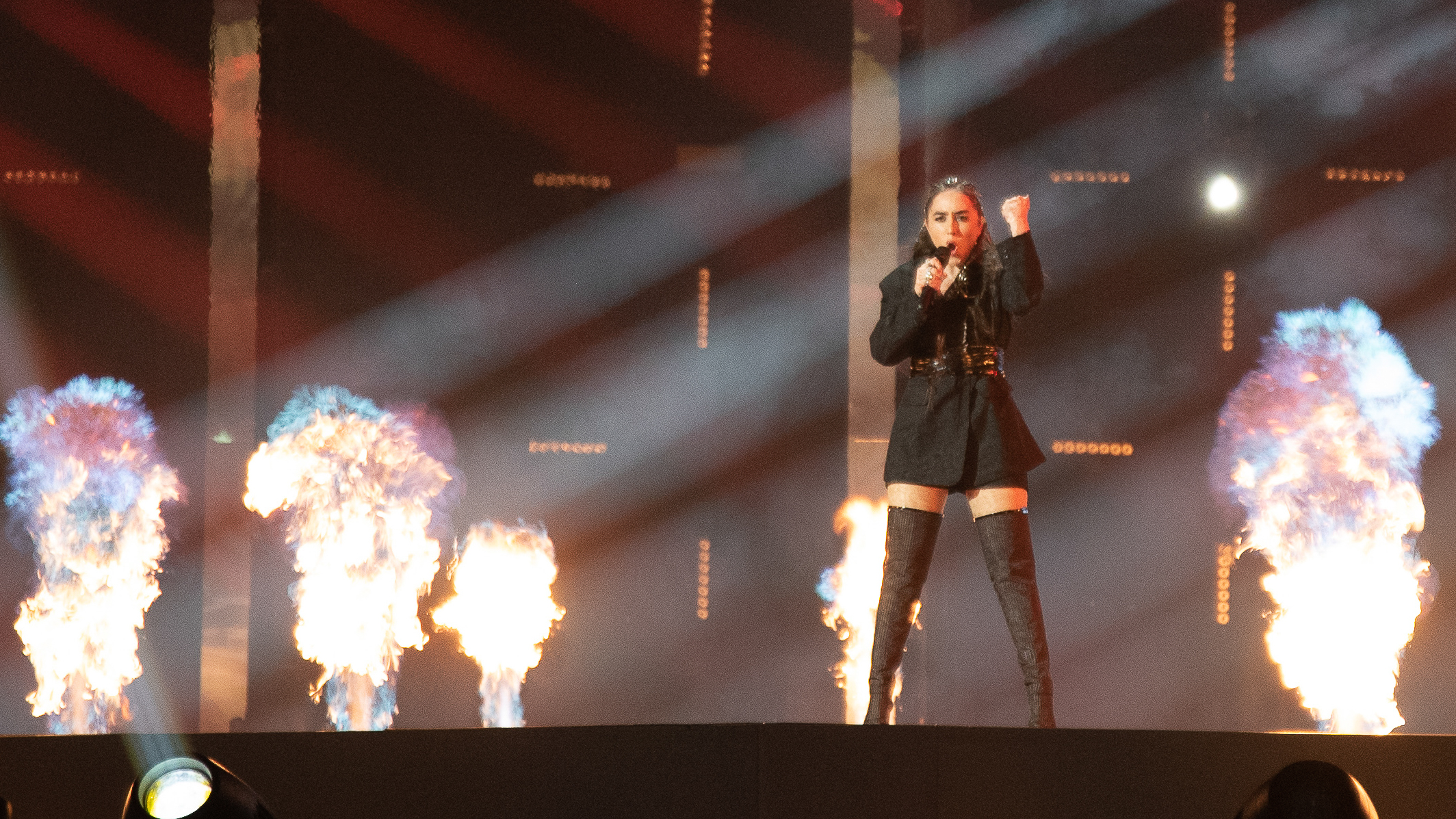
Srbuk v Tel Avivu (2019)
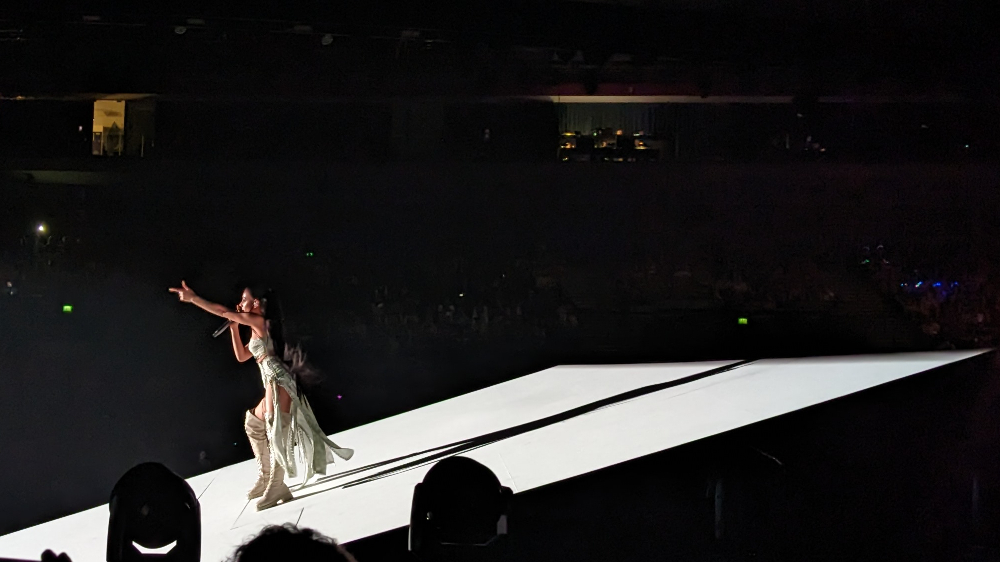
Brunette v Liverpoolu (2023)
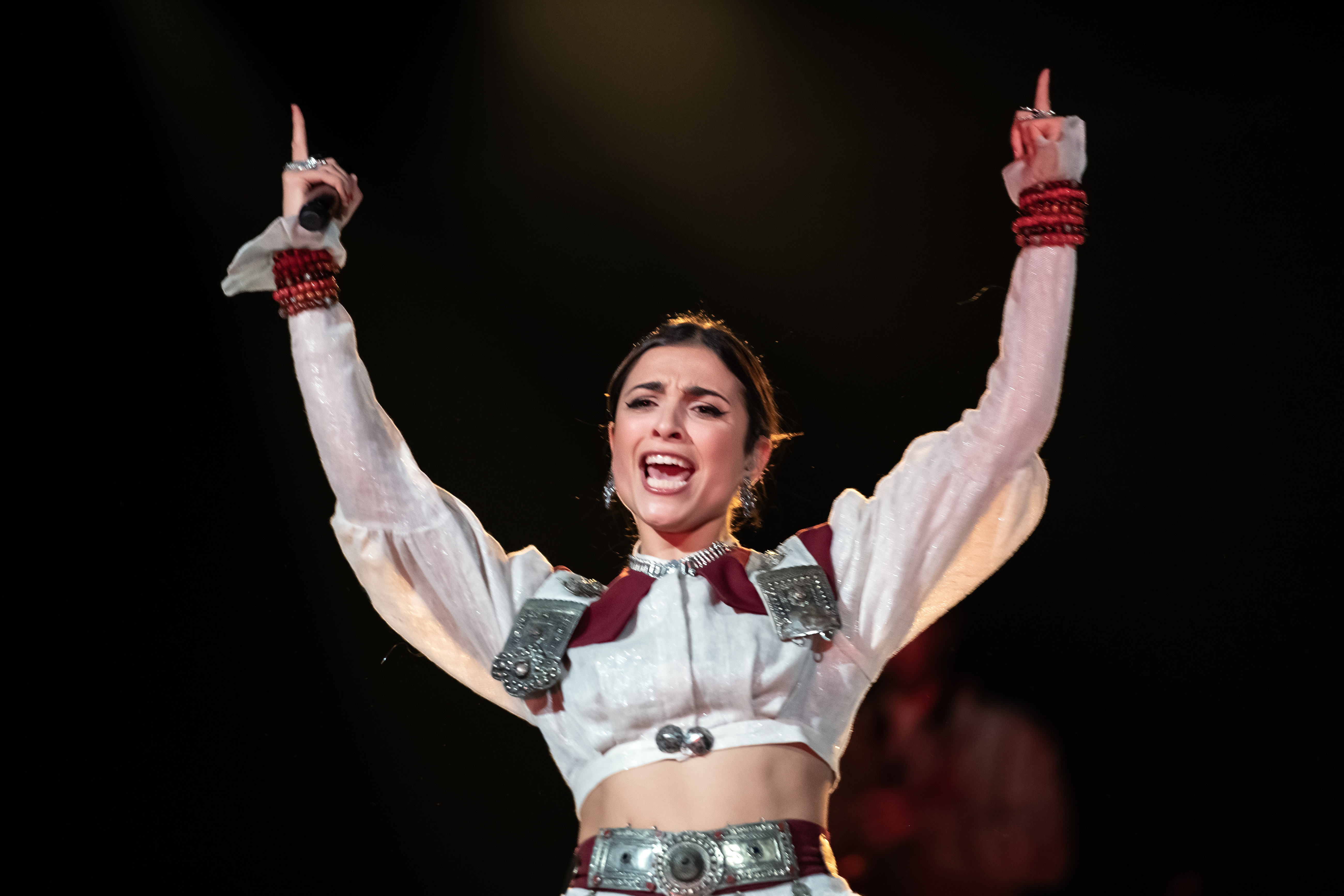
Ladaniva v Malmö (2024)
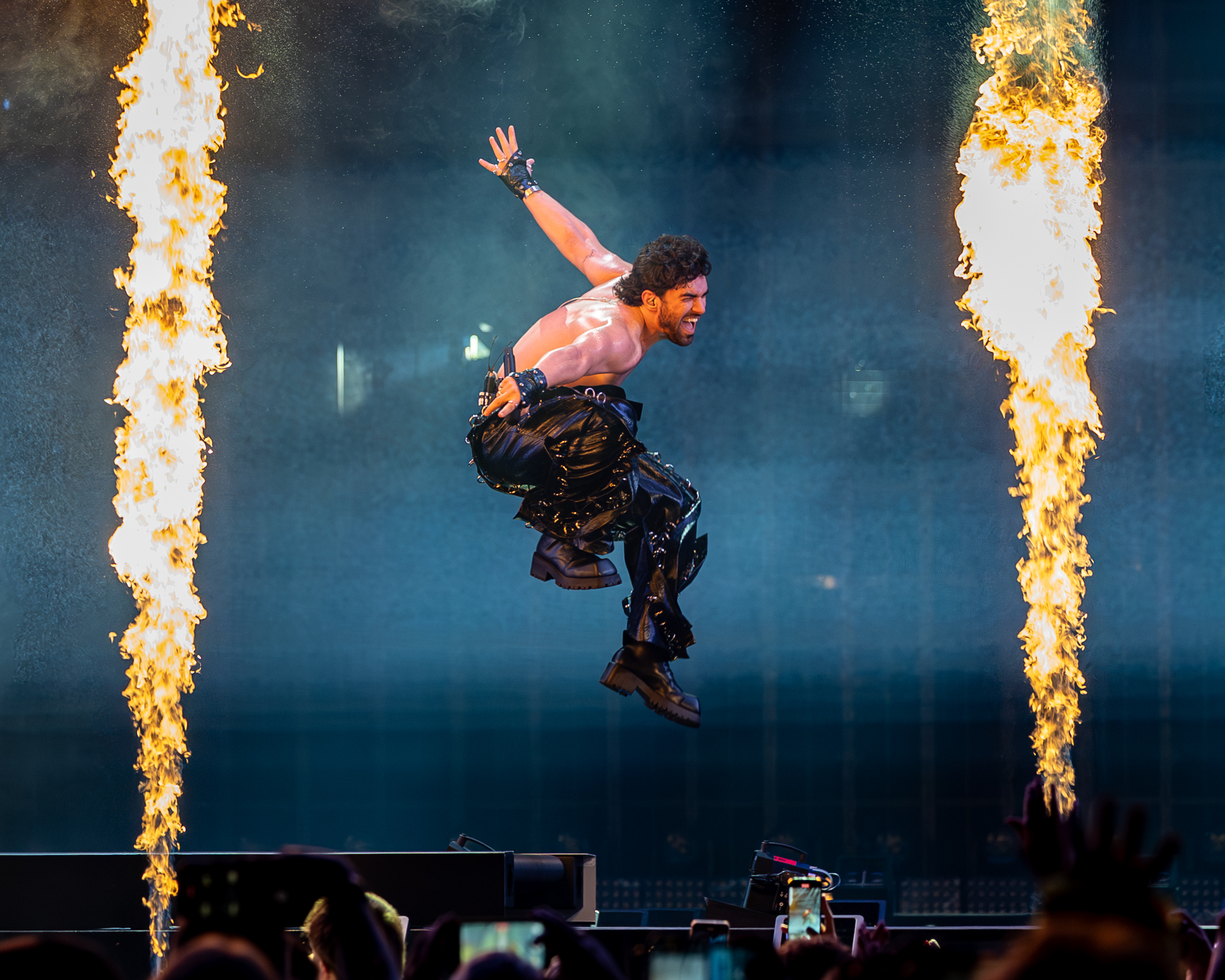
Parg v Basileji (2025)